# سردار اورچین
سردار اورچین (انگلیسی: Serdar Orçin؛ زادهٔ ۲۱ ژانویهٔ ۱۹۷۶) هنرپیشه اهل ترکیه است.

تصویری از سردار اورچین

از فیلم‌ها یا برنامه‌های تلویزیونی که وی در آن نقش داشته‌است می‌توان به سرنوشت اشاره کرد.